# Халатников Ісаак Маркович
Ісаак Маркович Халатников (* 17 жовтня 1919, Катеринослав — 9 січня 2021, Чорноголовка) — радянський і російський фізик-теоретик, дійсний член РАН (1984). Перший директор Інституту теоретичної фізики ім. Л. Д. Ландау, один з творців радянської атомної бомби.

## Біографія
Народився в єврейській родині, у Катеринославі. Був працьовитим школярем, перемагав на різних математичних олімпіадах. Закінчив Дніпропетровський державний університет (1941). Студентом університету склав іспити з теоретичного мінімуму Леву Ландау, який запросив його стати своїм аспірантом.
У 1945-65 працював в Інституті фізичних проблем АН СРСР.
C 1965 по 1992 рік директор Інституту теоретичної фізики ім. Л. Д. Ландау.
Доктор фізико-математичних наук (1952), академік АН СРСР (1984, член-кореспондент з 1972).
Професор МФТІ, був членом редколегії журналу «Фізика низьких температур».
Обраний іноземним членом Лондонського королівського товариства (1994).
Праці з теорії квантових рідин, надпровідності, квантової електродинаміки, квантової теорії поля, релятивістської гідродинаміки, квантової механіки, загальної теорії відносності, релятивістської астрофізики та космології.
Великий вплив справила на І. М. Халатникова спільна робота з Л. Д. Ландау (найбільш відома теорія Надплинності Ландау — Халатникова).
Автор досліджень з основ квантової електродинаміки (спільно з А. А. Абрикосовим і Ландау). Після смерті Ландау, незважаючи на завантаженість адміністративними справами директора інституту, працював в області загальної теорії відносності і космології, де здобула популярність т. Н. сингулярність Бєлінського; — Халатникова; — Ліфшиця.
Сталінська премія СРСР (1953).
Премія імені Л. Д. Ландау АН СРСР (1974), премія  Марселя Гроссманна (2012).
Дружина — Валентина Миколаївна Щорс (дочка Миколи Олександровича Щорса і Фруми Ростової-Щорс).